# Ricardus Anglicus (Alchemist)
Ricardus Anglicus war ein englischer Autor alchemistischer Schriften des 14. Jahrhunderts.
Der Name Ricardus Anglicus ist im Mittelalter mehrdeutig. Einem Ricardus Anglicus wurden alchemistische Schriften zugeschrieben wie das Correctorium alchemiae, genannt auch Corrector (fatuorum), aus dem 14. Jahrhundert nach Joachim Telle. Telle widerspricht unter anderem einer Identifizierung mit Richard von Wendover von John Ferguson, mit Robert von York (gest. um 1348) durch Lynn Thorndike oder mit Richard von Mediavilla durch Hermann Kopp. Ricardus Anglicus galt im Spätmittelalter als ein führender Alchemist Englands. Schriften von ihm wurden in De Alchemia und im Theatrum Chemicum abgedruckt. Nach Telle war er ein guter Kenner der alchemistischen Literatur bis zum 14. Jahrhundert und stand in deren Tradition (insbesondere der Umwandlung in eine Materia Prima mit Hilfe von Gold, Silber und Quecksilber (Mercurius)).
José Rodriguez Guerrero führt als Autor des Correctorium alchemiae einen Kurienanwalt in Avignon an. Nach ihm ist der Empfänger der ursprünglichen Fassung des Correctorium Bernardus Magnus de Tréveris (Bernhardus Trevisanus), den er als Eberhard I. von der Marck-Arenberg (1305–1387) identifiziert, zeitweise Chorbischof in Köln, bevor er aus dem geistlichen Stand austrat, um zu heiraten. Nach ihm ist Bernardus Magnus de Tréveris auch der Autor der späteren Version Corrector (fatuorum).